# Ill Bethisad
Ill Bethisad je mezinárodní projekt, který má za cíl vytvořit alternativní dějiny lidstva. Projektu se v současné době[kdy?] účastní přes 70 lidí a započal ho v roce 1997 Andrew Smith z Nového Zélandu pod původním názvem Brithenig Project. Ill Bethisad se od té doby z lingvistického projektu rozrostl na jakýsi obraz alternativní Země, kde se mluví mnoha různými umělými jazyky v mnoha fiktivních zemích, jež mají svou vlastní historii, vlajky, znaky, národnostní složení a podobně.

## Umělé jazyky v Ill Bethisad
Umělé jazyky hrají v Ill Bethisad velkou roli a celý projekt poskytuje mnoha autorům umělých jazyků potřebnou platformu a "místo setkání".
Příkladem takového vykonstruovaného jazyka může být brithenig, jenž je románským jazykem se silným velšským vlivem. Z tohoto jazyka také pochází název celého projektu: Ill Bethisad znamená brithenigsky vesmír, jakožto kalk z velšského bydysawd (původně latinské baptizatum).
Dalším příkladem je slavo-románský jazyk wenedyk. Dalmatština je románským jazykem obyvatel Dalmácie podobný rumunštině a ovlivněný silně slovanskými jazyky. Jako základ posloužila autorům vyhynulá reálná forma dalmatského jazyka. Xlipónština je dalším románským jazykem, jenž je hodně provázaný s albánštinou a mluví se s ním jižně od Albánie v oblasti Epiru.
Na severu a severovýchodě Evropy se vyskytuje zcela nově zkonstruovaná větev severoslovanských jazyků, na kterých jsou patrné mnohé ugrofinské vlivy. Používají se v Karélii a v oblastech severně  a východně od Petrohradu. Mezi ně patří například našština, skuodština a vozgičtina.
Pro českou veřejnost by zajímavým mohl být jazyk bémáčtina (Ta Pémišna), což je v podstatě rakouská němčina pod silným vlivem češtiny.

## Skutečné jazyky v Ill Bethisad
Kromě umělých jazyků je v Ill Bethisadu dán prostor jazykům z reálného světa, ačkoliv se neobešly beze změn, neboť by se dalo očekávat, že budou výskytem mnoha dalších jazyků ovlivněny. Ruština, italština, němčina, japonština a další jsou v projektu ponechány téměř beze změn, např. ruština si zachovala předrevoluční pravopis. Angličtina, španělština, ale třeba i čeština doznaly změn výraznějších, týkajících se např. pravopisu a podoby abecedy, vzhledem k událostem, jež je v souvislosti s existencí dalších jazyků ovlivnily. Jiné jazyky doznaly dost výrazných změn, jako např. chorvatština, která ve Ill Bethisadu vůbec neexistuje a figuruje jen jako umělý jazyk s tím, že se velmi podobá češtině a s reálnou chorvatštinou nemá skoro nic společného.

## Rozdílnosti dějin
V projektu se počítá s mnoha odchylkami v běhu dějin (tzv. body zvratu), jež vedly mimo jiné ke vzniku nebo změnám výše jmenovaných jazyků. Nejvýraznějším rozdílem oproti reálnému světu je silnější pozice a vliv starověké Římské říše na dění na sever od Dunaje a východ od Rýna. Dále je v Ill Bethisadu kladen větší důraz na pozice menšin a politický konzervatismus spočívající v preferenci monarchií nad republikovými zřízeními.
Celý svět je méně technicky vyspělý. Počítače nevynalezli v anglicky mluvících zemích, ale v Irsku. Technologie počítačů je oproti realitě značně zaostalá. Jako létající prostředek se užívají hodně vzducholodě a téměř každý větší národ je vyzbrojen nukleárními zbraněmi. Každý národ a státy v projektu dále mají mnoho různých vlastních rozdílností oproti reálné dějové linii. Zde jsou některé z nich:
- Latina se rozšířila ve starověku krom Francie, Španělska, Rumunska a Itálie i na Britské ostrovy, do střední Evropy (Polsko, Morava, Slovensko, Halič) a na Balkán a zde se proměnila v mnoho románských jazyků.
- Trojí dělení Venedy (tak se jmenuje v Ill Bethisadu Polsko) bylo zastaveno Napoleonem a Venedsko-litevská unie existuje dodnes jakožto Republika dvou korun.[14], jež se rozkládá na území odpovídající přibližně Polsku bez Slezska, Litvě, Haliči, Volyni, Podkarpatské Rusi a východnímu Prusku. Zároveň má několik afrických kolonií v Africe. (např. Gambie)
- Americká revoluce se udála až na začátku 19. století (1803) a měla jiné příčiny než v naší historii. Spojené státy americké tedy neexistují. Místo USA je v severní Americe Severoamerická liga - Svatá liga a Dobrovolný spolek.
- Kastilie a Aragonie se nikdy nesjednotily ve Španělsko.[15]
- Napoleon nikdy nezaútočil na Rusko, proto nemohl být ani poražen u Waterloo. Jeho slovo mělo velice zásadní vliv na výsledek Vídeňské konference v roce 1815.[16]
- Fašismus se nikdy nerozšířil do Německa. Příčiny První i Druhé velké války (analogie světových válek) byly rovněž jiné, ale svou roli v nich německý nacionalismus měl.
- Německo je dodnes organizováno jako Svatá říše římská.
- Téměř celá Skandinávie, mimo území na jihovýchodě, kde se nachází stát Našina, je spolu s Islandem, Dánskem a Grónském sjednocena pod korunu Skandinávské říše.
- Japonsko a Korea tvoří společný federativní stát.
- V Africe se zachovaly mnohé kolonie.
- Bolševici v Rusku byli poraženi po Velké říjnové revoluci bělogvardějci, kteří obnovili carskou moc, ale postupně během dvacátých a zejména třicátých let zemi ovládla ultranacionalistická šovinistická vojenská junta ze strany SNOR (Svaz národní obrody Ruska). Ve světě Ill Bethisad to byl jediný režim, který připomínal fašismus. SNORistický režim se nedopouštěl zdaleka takových činů, jaké známe z bolševických, nacistických nebo fašistických režimů naší historie, ale přesto se choval jako regulérní pravicová diktatura. Na stavu ruské společnosti však napáchal mnohem větší škody než v naší historii komunismus.[17] Po pádu režimu SNOR se Rusko málem rozpadlo, ale drží křehce pohromadě. Kazachstán zůstal součástí Ruska také.
- Komunismus se rozšířil pouze do Konfederace sovětských podunajských států, která zabírala krom území Jugoslávie ještě Bulharsko. Do Danubie uprchla většina ruských bolševiků a ta se stala pro Rusko nepřítelem číslo jedna.
- Některé bývalé části Ruska jako např. Gruzie, Estonsko nebo Lotyšsko si dokázaly za cenu mnoha ústupků udržet nezávislost nabytou po Velké říjnové revoluci. Josif Vissarionovič Džugašvili, známý jako Stalin, byl pro Gruzíny národním hrdinou a oddaným anti-SNORistickým bojovníkem, jenž byl vládnoucí garniturou dopaden a veřejně popraven v Tbilisi.
- Studená válka se odehrávala především mezí SNORistickým Ruskem a Danubií. Rusko po Druhé velké válce dosadilo do mnoha středoevropských a východoevropských zemí loajální loutkové SNORistické vlády, jež utvořily nárazníkové pásmo. Do SNORistického bloku patřily: Estonsko, Lotyšsko, Skuodsko (malá přímořská země mezi Lotyšskem a Litvou), Bělorusko, Ukrajina (zde si SNOR počínal obzvlášť brutálně), Slevaňsko (zromanizované Slovensko), Maďarsko, Olténie, Munténie, Moldavsko (tvořily Rumunsko rozdělené SNORem do těchto tří zemí), Gruzie, Arménie, Ázerbájdžán a Turkestán.
- V Našině byl SNOR nastolen jen krátce (1940 - 1948) a byl svržen lidovou revolucí a intervencí Skandinávské říše. Srbsko a Dalmácie tvořily během Druhé velké války SNORistickou baštu také, než byly svrženy komunistickými partyzány vedenými Josifem Brosem Titem.

## Rozdílnost českých dějin a českého národa
České země se až do doby Jana Husa vyvíjely přibližně stejně jako v naší realitě. Jan Hus ovšem v Ill Bethisadu úspěšně obhájil své učení v Kostnici a vydláždil tím cestu k postupné úplné germanizaci českého národa. V Čechách tedy nikdy nevypukly husitské války a sváry mezi katolíky a utrakvisty byly spíše jen myšlenkové. Po nástupu Habsburků vypukla série válek v celoevropském měřítku, které by se daly přirovnat k třicetileté válce, zde ovšem byl trochu jiný průběh. Válka vedla k rozdělení habsburského rodu na českou větev a na rakouskou. Proto později nikdy nevzniklo Rakousko-Uhersko, ale dva státy Země Koruny české a Rakousko-Dalmatsko.
Po těchto válkách přišly mnohé další, jež ohrožovaly celistvost území Zemí Koruny české a Habsburkové zanevřeli na německy mluvící sousedy, kteří byli hlavními agresory, proto začala opadat popularita němčiny, ale zároveň i prestiž češtiny. Z těchto důvodů se vyvinul z obou jazyků jediný: silně počeštěná němčina - bémáčtina (Ta Pémišna) a vznikl nový národ - Bémáci (Ti Pémišäri). Čeština téměř vymizela nejen z měst, ale i z venkova (udržela se jen v Polabí). V době národního obrození se ti samí učenci (Dobrovský, Jungmann) jako v naší realitě pokusili obnovit prestiž českého jazyka, ale v Bémáckém království neuspěli. Jazyk se podařilo zachránit díky velkému, většinou ekonomicky, ale i společensky podmíněnému exodu zbylých několik set tisíc Čechů za hranice do Volyňska a další odešli až do Kazachstánu. Zároveň si čeština ponechala spřežkový pravopis, aby se alespoň pravopisem odlišila od bémáčtiny, užívající diakritiku. Na území Čech zůstalo roztroušeně jen několik českých vesnic podobně jako Lužičtí Srbové v Lužici, jež zůstala součástí Českého království, moderně přejmenovaného na Bémácké království (Ten Pémiš Kénikrejch).
Češi v emigraci Bémákům nikdy nezapomněli, že jim ukradli zemi i národní identitu, národní hrdiny i národní symboly. Češi vytvořili výrazně radikální společnost se silnou vazbou na slovanské národy. Bojovali na straně Rusů jak proti bolševikům (Česká bílá legie), tak i v době Druhé velké války (Svatoboleslavská legie). Ta byla zvláště Němci obávaná pro své drsné metody boje. SNOR dokonce počítal s etnickým vyčištěním a důkladnou čechizací Bémáckého království, jež chtěli přeměnit na další pro-SNORistickou baštu, Čechoslávii, pod vedením generála Ludvíka Svobody. Snoristé dokonce pro Čechy založili v Kazachstánu Český autonomní okruh, aby si je naklonili na svou stranu. Po Druhé velké válce pak v Republice dvou korun jedinou českou a zároveň pro-SNORistickou politickou stranu, Svatoboleslavskou orlici, napojenou na Rusy a emigranty v Litvě zakázali. Od roku 1950 hájí zájmy Čechů v Litvě strana Česká cesta.
Samotný český jazyk ve světě Ill Bethisad se nakonec zachránil a vybojoval si se svým víc než půl milionem příslušníků, žijících převážně na Volyni, svou pozici na kulturním i vědeckém poli, i když ne na politickém. Spisovatel Jaroslav Sajfrt získal dokonce Nobelovu cenu za literaturu. Ze západoslovanských jazyků se ve světě Ill Bethisad mimo češtinu dochovaly až do začátku 21. století lužická srbština, polabština a pomořština.